# 2010–2011-es magyar férfi vízilabdakupa
A 2010–2011-es magyar férfi vízilabdakupa, szponzorált nevén az Theodora-Magyar Kupa, a nyolcvannegyedik kiírás volt a versenysorozat történetében. A kupára tizenhat csapat nevezett. A győzelmet a Bp. Honvéd szerezte meg.

## Eredmények

### Selejtező
október 2–3.
A csoport (Kőér utca)
| Hely. | Csapat          | M | Gy | D | V | G+ | G– | Gk  | P | Továbbjutás vagy kiesés      |      | BHSE  | EGER  | OSC  | YBL   |
| ----- | --------------- | - | -- | - | - | -- | -- | --- | - | ---------------------------- | ---- | ----- | ----- | ---- | ----- |
| 1.    | Bp. Honvéd      | 3 | 3  | 0 | 0 | 44 | 22 | +22 | 9 | Továbbjutott a negyeddöntőbe |      | —     | 14–10 | 14–7 | 16–5  |
| 2.    | Egri VK         | 3 | 2  | 0 | 1 | 37 | 28 | +9  | 6 | Továbbjutott a negyeddöntőbe |      | 10–14 | —     | 14–5 | 13–9  |
| 3.    | Orvosegyetem SC | 3 | 1  | 0 | 2 | 26 | 40 | −14 | 3 |                              |      | 7–14  | 5–14  | —    | 14–12 |
| 4.    | Ybl WPC         | 3 | 0  | 0 | 3 | 26 | 43 | −17 | 0 |                              | 5–16 | 9–13  | 12–14 | —    |       |

B csoport (Szolnok)
| Hely. | Csapat            | M | Gy | D | V | G+ | G– | Gk  | P | Továbbjutás vagy kiesés      |      | VAS  | SZOL | DEB  | TIPO |
| ----- | ----------------- | - | -- | - | - | -- | -- | --- | - | ---------------------------- | ---- | ---- | ---- | ---- | ---- |
| 1.    | Vasas SC          | 3 | 3  | 0 | 0 | 42 | 14 | +28 | 9 | Továbbjutott a negyeddöntőbe |      | —    | 8–6  | 13–6 | 21–2 |
| 2.    | Szolnoki Főiskola | 3 | 2  | 0 | 1 | 36 | 17 | +19 | 6 | Továbbjutott a negyeddöntőbe |      | 6–8  | —    | 7–6  | 23–3 |
| 3.    | Debreceni VSE     | 3 | 1  | 0 | 2 | 27 | 29 | −2  | 3 |                              |      | 6–13 | 6–7  | —    | 15–9 |
| 4.    | Tipo VSC          | 3 | 0  | 0 | 3 | 14 | 59 | −45 | 0 |                              | 9–15 | 3–23 | 2–21 | —    |      |

C csoport (Pécs)
| Hely. | Csapat                  | M | Gy | D | V | G+ | G– | Gk  | P | Továbbjutás vagy kiesés      |      | FTC  | PVSK | ASI | UTE  |
| ----- | ----------------------- | - | -- | - | - | -- | -- | --- | - | ---------------------------- | ---- | ---- | ---- | --- | ---- |
| 1.    | Ferencváros             | 3 | 3  | 0 | 0 | 36 | 18 | +18 | 9 | Továbbjutott a negyeddöntőbe |      | —    | 10–8 | 8–4 | 18–6 |
| 2.    | Pécsi VSK               | 3 | 2  | 0 | 1 | 25 | 20 | +5  | 6 | Továbbjutott a negyeddöntőbe |      | 8–10 | —    | 8–3 | 9–7  |
| 3.    | Angyalföldi Sportiskola | 3 | 1  | 0 | 2 | 17 | 20 | −3  | 3 |                              |      | 4–8  | 3–8  | —   | 10–4 |
| 4.    | Újpesti TE              | 3 | 0  | 0 | 3 | 17 | 37 | −20 | 0 |                              | 6–18 | 7–9  | 4–10 | —   |      |

D csoport (Szentes)
| Hely. | Csapat      | M | Gy | D | V | G+ | G– | Gk  | P | Továbbjutás vagy kiesés      |      | SZEG  | BVSC  | SZEN | MAFC |
| ----- | ----------- | - | -- | - | - | -- | -- | --- | - | ---------------------------- | ---- | ----- | ----- | ---- | ---- |
| 1.    | Szegedi VE  | 3 | 3  | 0 | 0 | 62 | 23 | +39 | 9 | Továbbjutott a negyeddöntőbe |      | —     | 18–12 | 17–6 | 27–5 |
| 2.    | BVSC-Zugló  | 3 | 2  | 0 | 1 | 30 | 29 | +1  | 6 | Továbbjutott a negyeddöntőbe |      | 12–18 | —     | 8–7  | 10–4 |
| 3.    | Szentesi VK | 3 | 1  | 0 | 2 | 27 | 30 | −3  | 3 |                              |      | 6–17  | 7–8   | —    | 14–5 |
| 4.    | MAFC        | 3 | 0  | 0 | 3 | 14 | 51 | −37 | 0 |                              | 5–27 | 4–10  | 5–14  | —    |      |

### Negyeddöntő
október 15–17.
| 1. csapat         | Össz. | 2. csapat  | 1. mérk. | 2. mérk. |
| ----------------- | ----- | ---------- | -------- | -------- |
| Pécsi VSK         | 13–22 | Egri VK    | 9–13     | 4–9      |
| Szolnoki Főiskola | 16–17 | Szegedi VE | 9–8      | 7–9      |
| Vasas SC          | 10–16 | Bp. Honvéd | 5–5      | 10–11    |
| Ferencváros       | 30–17 | BVSC-Zugló | 15–7     | 15–10    |

### Elődöntő
november 20., Szőnyi út
| 1. csapat   | Eredmény | 2. csapat  |
| ----------- | -------- | ---------- |
| Ferencváros | 7–9      | Bp. Honvéd |
| Egri VK     | 9–3      | Szegedi VE |

### Döntő
| 2010. november 21. 17:00 | Bp. Honvéd                                                | 9–6         | Egri VK                                        | Szőnyi út Nézőszám: 1800 Játékvezetők: Kun György ifj. Juhász György |
| 2010. november 21. 17:00 | (3–2, 2–2, 2–1, 2–1)                                      |             |                                                | Szőnyi út Nézőszám: 1800 Játékvezetők: Kun György ifj. Juhász György |
| 2010. november 21. 17:00 | Szivós 3 Salamon 2 Mátyás 1 Bátori 1 Tóth M. 1 Gór-Nagy 1 | Jegyzőkönyv | Biros 3 Kocidisz 1 Hosnyánszky Varga II. Zs. 1 | Szőnyi út Nézőszám: 1800 Játékvezetők: Kun György ifj. Juhász György |

A Bp. Honvéd kupagyőztes csapatának tagjai: Angyal Dániel, Bátori Bence, Gergely István, Gór-Nagy Miklós, Hangody László, Hárai Balázs, Jansik Dávid, Lévai Márton, Mátyás Zoltán, Polovic Krisztián, Salamon Ferenc, Székely Bulcsú, Szivós Márton, Tóth Bendegúz, Tóth Márton, Vereczkey Zoltán, vezetőedző: Vad Lajos